# Wijkpark Berkum
Het Wijkpark Berkum is een park in de buurt Berkum in de Nederlandse stad Zwolle. Het park ligt in het oosten van de buurt, tegen de winterdijk op de (zuid)westoever van de Overijsselse Vecht aan.
Het park is met 5,1 ha relatief klein en voornamelijk gericht op bewoners van de buurt Berkum. Het park bezit een vijver en aan de zuidzijde buurtweides met ezels, schapen, kippen en eenden die te bekijken en te voeren zijn.
Archenaultplantsoen · Azaleapark · Badhuiswal - Noordereiland · Broerenkerkplein · De Dobbe · Engelse Werk · Groen assenkruis Holtenbroek · Ittersumerpark · Van Nahuysplein · Nooterhof · Oldenelerpark · Park Aa-landen · Park Eekhout · Park Gerenbroek · Park Gerenlanden · Park Hogenkamp · Park Ittersumerlanden · Park de Wezenlanden · Ter Pelkwijkpark · Twistvlietpark · Potgietersingel · Prins Clauspark · Schellerpark · Stinspark · Oude Weteringzone · Wijkpark Berkum · Zwarte waterpark Holtenbroek · Zwarte waterpark Stadshagen